# リクエストプラザ
リクエストプラザは、1981年4月6日からSTVラジオで放送されているラジオ番組。通称リクプラ。放送開始当初から2016年4月1日までの番組名は9時です! リクエストプラザ（くじです リクエストプラザ）だった。

## 概要
1981年3月まで平日午前9時台で放送されていた『レディースタイム あなたのリクエスト』からリクエスト番組の形式と放送枠を受け継ぎ、放送開始したもので、リスナーからのリクエストで構成される音楽番組。放送中にかかる曲はフルコーラスで流されることが多い。

## 放送時間
全て平日の放送（JST）。
- 初回 - 2016年4月1日：9:00 - 10:00
  - 1982年10月から1984年3月の間は月曜 - 土曜の放送で、土曜日は『9時です リクエストプラザ 土曜特集』として放送されていた。
  - 1991年10月から2001年3月の間は『河村通夫の桃栗金よう日』（9:00 - 11:50）が放送されていたため、金曜日の放送は無し。
- 2016年4月4日 - 2021年3月26日：8:30 - 10:00
- 2021年3月29日 - ：8:00 - 10:00

## パーソナリティ
- 奈良まなみ
  - 月・火・金曜担当（2024年4月1日 - ）、担当初日（2015年7月1日）
- 村岡啓介（FMおたる）
  - 水・木曜担当（2024年4月3日 - ）、担当初日（2022年3月30日）

代理パーソナリティ
木村洋二（STVラジオ取締役 エグゼクティブアナウンサー）2019年7月25日：パーソナリティシャッフルDAY!（番組毎にパーソナリティが入れ替わる企画）による担当

## 初回以降の全期間担当者
| 期間 | 期間      | パーソナリティ  | パーソナリティ  | パーソナリティ   | パーソナリティ   | パーソナリティ |
| 期間 | 期間      | 月曜・火曜      | 水曜            | 木曜             | 金曜             | 土曜特集       |
| --- | --------- | --------------- | --------------- | ---------------- | ---------------- | -------------- |
| 1981.4.6 | 1982.9.30 | 横田幸子        | 横田幸子        | 村沢（坂田）普恵 | 村沢（坂田）普恵 | 放送なし       |
| 1982.10.1 | 1984.3.31 | 横田幸子        | 坂田普恵        | 坂田普恵         | 林美香子         | 林美香子       |
| 1984.4.2 | 1986.3.31 | 坂田普恵        | 坂田普恵        | 渡辺里絵         | 渡辺里絵         | 放送なし       |
| 1986.4.1 | 1987.9.25 | 渡辺里絵        | 渡辺里絵        | 片山雅子         | 片山雅子         | 放送なし       |
| 1987.9.28 | 1989.9.29 | 渡辺里絵        | 渡辺里絵        | 石田久美子       | 石田久美子       | 放送なし       |
| 1989.10.2 | 1990.9.28 | 山上淳子        | 山上淳子        | 石田久美子       | 石田久美子       | 放送なし       |
| 1990.10.1 | 1991.9.27 | 小寺郁子        | 石田久美子      | 石田久美子       | 石田久美子       | 放送なし       |
| 1991.9.30 | 1993.4.1  | 小寺郁子        | 石田久美子      | 石田久美子       | 放送なし         | 放送なし       |
| 1993.4.5 | 1997.3.31 | 高野美佐        | 石田久美子      | 石田久美子       | 放送なし         | 放送なし       |
| 1997.4.1 | 1998.10.1 | 瀬尾和子        | 石田久美子      | 石田久美子       | 放送なし         | 放送なし       |
| 1998.10.5 | 1999.3.31 | 室田智美1       | 石田久美子      | 石田久美子       | 放送なし         | 放送なし       |
| 1999.4.1 | 2001.3.30 | 室田智美        | 室田智美        | 室田智美         | 放送なし         | 放送なし       |
| 2001.4.2 | 2002.3.29 | 室田智美        | 室田智美        | 室田智美         | 谷口祐子         | 放送なし       |
| 2002.4.1 | 2003.6.27 | 室田智美        | 室田智美        | 室田智美         | 吉田眞理子       | 放送なし       |
| 2003.6.30 | 2009.3.27 | 室田智美        | 室田智美        | 鈴木亜紀         | 鈴木亜紀         | 放送なし       |
| 2009.3.30 | 2015.6.30 | 室田智美2・3・4 | 室田智美2・3・4 | 室田智美2・3・4  | 室田智美2・3・4  | 放送なし       |
| 2015.7.1 | 2021.3.31 | 奈良まなみ      | 奈良まなみ      | 片山雅子         | 片山雅子         | 放送なし       |
| 2021.4.1 | 2022.3.25 | 奈良まなみ      | 中嶋あゆみ      | 中嶋あゆみ       | 中嶋あゆみ       | 放送なし       |
| 2022.3.28 | 2024.3.29 | 奈良まなみ      | 村岡啓介        | 中嶋あゆみ       | 中嶋あゆみ       | 放送なし       |
| 2024.4.1 | 現在      | 奈良まなみ      | 村岡啓介        | 村岡啓介         | 奈良まなみ       | 放送なし       |
| - 11997.4.1に代理出演。 - 22011.2.21は谷口祐子が代理出演。 - 32011.2.24は鈴木亜紀が代理出演。 - 42011.2.25、2012.10.10は八木菜摘が代理出演。 |           |                 |                 |                  |                  |                |

## コーナー
時刻はおおよそ
- 8:00 〜 オープニング
- 8:05 〜 リクエスト1
- 8:15 〜 リクエスト2
- 8:40 〜 天気・道路交通情報
- 8:50 〜 快適生活ラジオショッピング
- 8:55 〜 STVニュース
- 9:00 〜 リクエスト3
- 9:22 〜 天気・イベント情報
- 9:27 〜 歌のある風景
日常生活や忘れられない出来事などリスナーから寄せられたエピソードとともにリクエストを紹介する。
- 9:35 〜 ラジオショッピング
- 9:40 〜 リクエスト4
- 9:47 〜 リクエスト5
- 9:57 〜 エンディング

「歌のある風景」は過去に久光製薬 リラックスタイムとしてスポンサードされていた。

### 曜日別コーナー
- リクプラシネマ（月曜）
  - 最新映画情報を紹介する。
- 名盤アワー・アルバムの1曲（火曜）
  - アルバムにしか収録されていない楽曲を紹介する。
- 岡セレ（水曜）
  - 村岡啓介が週替りのテーマに沿った楽曲を5曲紹介する。
- 今週のあゆ釣り（木曜）
  - 中嶋あゆみが気になった曲・アーティストを取り上げる。
- Aコレ（金曜）
  - 週替りのテーマに沿ったリクエスト曲を紹介する。

### 過去のコーナー
- びっくりドッキリいい話 （1981年 - 1982年当時）
- あの日あの時こんな歌 （1989年3月まで）
- うたの贈り物 （1988年3月まで）
- 美しさ、それが愛 （1988年3月まで）
- ハガキ一枚のひとりごと （1988年4月 - 1990年3月）
- ハートでトーク あなたに話したい （1989年10月 - 1990年3月）
- 赤毛のアン 夢物語 （1990年4月 - 1990年9月）
- 私の好きなことば （1990年10月 - 1991年9月）
- いい話ひとりごと （1991年10月 - ）
- うたはともだち （1995年10月 - 1996年3月）
- 修学旅行ニュース （1994年頃まで、修学旅行シーズンの時に放送されていた）
- ほっとリクエスト - 落ち着ける曲を対象としたリクエストコーナー
- STVラジオホームショップ - STV開発センターによるラジオショッピングコーナー
- 工藤じゅんきの十人十色 番組テーマ予告（2021年3月までの9時45分頃〜 / パーソナリティの 工藤じゅんき が登場し、トークを交えながら番組テーマを紹介する）

## テーマ曲・BGM

### テーマ曲
番組初期
シリル・ステイプルトン・グランド・オーケストラ『Bill And Bobbie』（収録アルバム：Strict Tempo Dancing (PBX CD 411／DISC4) 11曲目）
2000年代後半 - 2016年4月1日、2021年3月29日 - 現在
coba『街角で rendez-vous』（収録アルバム：雪のアトリーチェ 2曲目）
オハヨー!ほっかいどうエンディングから引き継ぐ形のオープニング：2016年4月4日 - 2021年3月25日
山形由美『妖精達の朝』（収録アルバム：Mistral 2曲目）

### BGM
STVラジオ天気・道路交通情報
佐藤正美『Sky Line』（収録アルバム：スプリング 9曲目）
9時の時報数分前 メッセージ紹介・フリートーク
アール・クルー『Calypso Getaway』（収録アルバム：Crazy For You 5曲目）
リクプラシネマ
レナード・ローゼンマン『East of Eden Theme (Original Soundtrack)』
名盤アワー・アルバムの1曲
岡崎倫典『STAY GOLD』（収録アルバム：フジテレビ系ドラマ「若者のすべて」オリジナル・サウンドトラック 9曲目）
歌のある風景
都留教博、中村由利子『輝ける季節の中で』（収録アルバム：BEGINNINGS 4曲目）
商品等のお知らせ
- ゴンチチ『Cactus Road』（収録アルバム：Black Ant's Life 7曲目）
- ゴンチチ『sound of wind』（収録アルバム：Very Special Ordinary Days 8曲目）

快適生活ラジオショッピング
山弦『tell me something』（収録アルバム：Island Made 5曲目）

### 過去
今週のあゆ釣り
コーナー冒頭（タイトルコール）
溝口肇『台本の1の1～クリキン走る!!』（収録アルバム：NHK連続テレビ小説「オードリー」オリジナル・サウンドトラック 2曲目 冒頭4秒間、末尾1秒間）
コーナー本編
岡崎倫典『Bayside Resort』（収録アルバム：Bayside Resort 1曲目 26秒から）